# Blek gråfågel
Blek gråfågel (Edolisoma ceramense) är en fågel i familjen gråfåglar inom ordningen tättingar.

## Utbredning och systematik
Blek gråfågel förekommer i södra Moluckerna och delas in i två underarter med följande utbredning:
- E. c. ceramensis – öarna Seram, Buru och Boano
- E. c. hoogerwerfi – ön Obi

## Status och hot
Arten har ett stort utbredningsområde, men tros minska i antal, dock inte tillräckligt kraftigt för att den ska betraktas som hotad. Internationella naturvårdsunionen IUCN listar arten som nära hotad (LC).